# Luiz Carlos Merten

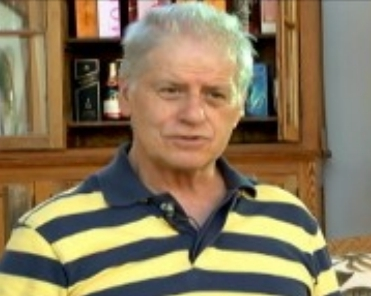
Merten, 2011

Luiz Carlos Merten (Porto Alegre, 12 de setembro de 1945) é um jornalista e crítico de cinema brasileiro. Começou a carreira como crítico de cinema no extinto jornal Folha da Manhã e fez parte da história do jornal Diário do Sul. Atualmente escreve matérias e críticas no jornal O Estado de S.Paulo.

## Biografia
É autor do livro Anselmo Duarte: O Homem da Palma de Ouro publicado pela Imprensa Oficial. Um livro-depoimento que analisa a obra do ator e diretor de O Pagador de Promessas, filme que conquistou a Palma de Ouro no Festival de Cannes de 1962. Também escreveu Cinema - Entre a realidade e o artifício (2003) que parte dos primórdios do cinema, desde os irmãos Lumière e dos primeiros cinematógrafos para atravessar décadas de evolução da sétima arte. Realiza nesta obra um panorama didático da história cinematográfica através dos diretores, escolas e principais tendências.